# I (Zebrahead)
I è l'ottavo EP del gruppo musicale statunitense Zebrahead, pubblicato il 13 novembre 2024.
L'EP conclude una trilogia discografica insieme a III e II. L'uscita del disco era inizialmente prevista verso la fine del 2023 e successivamente posticipata.

## Tracce
1. I Have Mixed Drinks About Feelings – 2:55
2. Pulling Teeth – 3:13
3. Doomsday on the Radio – 2:50
4. Sink Like a Stone – 3:07
5. Puppet Stringers – 2:49

Durata totale: 14:54

## Formazione
- Ali Tabatabaee – voce
- Adrian Estrella – voce e chitarra
- Dan Palmer – chitarra elettrica
- Ben Osmundson – basso
- Ed Udhus – batteria